# Austrojet
Austrojet — колишня австрійська авіакомпанія, яка спеціалізувалася на чартерних перевезеннях. Компанія створювалась для виконання регулярних рейсів між західною Австрією та Боснією, проте наразі не виконує регулярних рейсів. 
Починаючи з квітня 2008, Austrojet почала виконувати регулярні рейси з Зальцбурга до Баня-Лука тричі на тиждень. Планувалось відкриття рейсів до Тівата, Чорногорія та Штутгарта, Німеччина. З січня 2009 року компанія більше не виконує регулярних рейсів.

## Флот
Флот Austrojet складається з таких літаків:
- 1 Bombardier DHC 8-100
- 1 Citation 501
- 2 Citation 550